# Fulad Ahwaz
Foolad Khuzestan Football Club (per. باشگاه فوتبال فولاد خوزستان) – irański klub piłkarski z siedzibą w mieście Ahwaz. Obecnie występuje w 1. lidze.

## Historia
Klub został założony w 2 marca 1971 jako Jonoub Ahwaz. Od 1997 gra w najwyższej klasie rozgrywkowej Iranu. Największy swój sukces klub osiągnął w sezonie 2004/2005, kiedy to został mistrzem Iranu. Dzięki temu osiągnięciu drużyna mogła startować w rozgrywkach Azjatyckiej Lidze Mistrzów w następnym sezonie.
Do lutego 2023 roku trenerem był Dżawad Nekunam. W tym samym miesiącu zastąpił go Ali Reza Mansourian. We wrześniu 2023 roku trenerem został Juan Ignacio Martínez.

## Sukcesy
- Iran Pro League
  - mistrzostwo (2): 2004/2005, 2013/2014
- Hazfi Cup
  - finał (1): 1993/1994
- Superpuchar Iranu
  - finał (1): 2005

## Skład na sezon 2017/2018
| Nr | Poz. | Piłkarz                   |
| -- | ---- | ------------------------- |
| 2  | PO   | Farzad Jafari             |
| 3  | OB   | Peyman Shirzadi           |
| 4  | OB   | Ayoub Vali (kapitan)      |
| 6  | OB   | Abdollah Karami           |
| 7  | NA   | Hassan Beyt Saeed         |
| 8  | PO   | Hadi Habibinejad          |
| 9  | PO   | Amir Zoleykani            |
| 13 | OB   | Ali Sattavi               |
| 14 | PO   | Alireza Khoshkafa         |
| 15 | PO   | Mehrdad Haratian          |
| 16 | NA   | Seyed Heysam Hashemizadeh |
| 17 | NA   | Farshad Janfaza           |
| 18 | OB   | Hossein Gharibi           |
| 20 | OB   | Mojtaba Najjarian         |
| 22 | BR   | Ehsan Moradian            |
| 23 | PO   | Iman Mobali               |
| 25 | NA   | Yousef Keyshams           |

| Nr | Poz. | Piłkarz                                        |
| -- | ---- | ---------------------------------------------- |
| 27 | OB   | Ali Izadi                                      |
| 28 | PO   | Amir Seydali                                   |
| 29 | NA   | Luciano Pereira                                |
| 30 | NA   | Amirhossein Bagherpour                         |
| 31 | BR   | Ali Gholamzadeh                                |
| 32 | PO   | Saber Hardani                                  |
| 33 | BR   | Mohammad Reza Goli                             |
| 40 | OB   | Yousef Vakia                                   |
| 42 | PO   | Sina Moridi                                    |
| 70 | OB   | Milad Badragheh                                |
| 76 | PO   | Reza Dehghan                                   |
| 77 | NA   | Reza Mirzaei (wypożyczony z Sepahanu Isfahan)  |
| 80 | PO   | Farshad Salarvand                              |
|    | OB   | Aref Aghasi                                    |
|    | PO   | Meysam Doraghi                                 |
|    | NA   | Peyman Babaei (wypożyczony z Gostareszu Fulad) |
|    | PO   | Shahin Shafiei                                 |